# قره‌خان‌لی (تووز)
قره‌خان‌لی (به لاتین: Qaraxanlı) یک منطقه مسکونی در جمهوری آذربایجان است که در شهرستان تووز واقع شده است. قره‌خان‌لی ۳۱۶۶ نفر جمعیت دارد.